# Hans-Ulrich Reißig

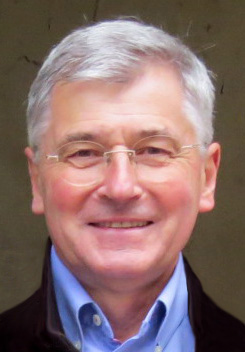
Hans-Ulrich Reißig

Hans-Ulrich Reißig (* 9. Mai 1949 in Helmbrechts, Bayern) ist ein deutscher Chemiker. Er war bis zu seiner Emeritierung 2015 Professor für Organische Chemie an der FU Berlin.

## Leben
Während seiner Schulzeit am Gymnasium Münchberg forschte er bereits auf dem Gebiet der makromolekularen Chemie (Teilnahme am Wettbewerb „Jugend forscht“ 1966–1968, Landessieger Bayern 1967 und 1968, 2. Preis beim Bundeswettbewerb 1968).
Reißig studierte ab 1970 Chemie an der Ludwig-Maximilians-Universität München und schloss 1978 mit der Promotion bei Rolf Huisgen 1978 („Neue Beiträge zu den Additionen der Diazoalkane und zur Chemie der 3H-Pyrazole“) ab. Als Post-Doktorand war er bei Edward Piers (1938–2010) an der University of British Columbia in Vancouver tätig. 1979 begann er an der Julius-Maximilians-Universität Würzburg bei Siegfried Hünig als Mentor mit eigenständigen Arbeiten. Dort habilitierte er sich 1984 („Donor-Acceptor-substituierte Cyclopropane“) und war mit einem Heisenberg-Stipendium als Privatdozent tätig. 1986 erhielt er einen Ruf an die TH Darmstadt, 1993 an die TU Dresden und 1999 an die FU Berlin. 2015 trat er in den Ruhestand.

## Wirken
Reißig befasst sich mit neuen Synthesemethoden und der Aufklärung von Reaktionsmechanismen. Er führte 1980 den Ausdruck „Donor-Acceptor-substituierte Cyclopropane“ ein und nutzte diese Bausteine systematisch für synthetische Anwendungen. Später standen die Reaktionen von Nitrosoalkenen, lithiierten Alkoxyallenen und der Einsatz von Samariumdiiodid im Mittelpunkt. Neben der Darstellung strukturell interessanter heterocyclischer Verbindungen interessiert sich seine Arbeitsgruppe für die Synthese von Naturstoffen (Strychnin, γ-Rubromycin etc.) und von bioaktiven Verbindungen (z. B. von Kohlenhydratmimetika).
Neben langjährigen Tätigkeiten in Kommissionen der Deutschen Forschungsgemeinschaft und der Alexander von Humboldt-Stiftung war er von 2004 bis 2014 Vorsitzender der Auswahlkommission Chemie des Klung-Wilhelmy-Wissenschafts-Preises.

## Ehrungen
Reißig wurde 1985 mit dem Karl-Winnacker-Stipendium der Hoechst AG ausgezeichnet. Seit 2012 ist er korrespondierendes Mitglied der Bayerischen Akademie der Wissenschaften und 2014 erhielt er die Liebig-Denkmünze der Gesellschaft Deutscher Chemiker.
Seit 2017 ist er Ehrenmitglied der Polnischen Chemischen Gesellschaft.

## Schriften (Auswahl)
- H.-U. Reißig: Donor-acceptor-substituted cyclopropanes: Versatile building blocks in organic synthesis, in Mark S. Baird, H. U. Reissig, Jacques R. Y. Salaün:  Small ring compounds in organic  syntheses III, Topics in current chemistry 144, Springer Verlag 1988.
- H.-U. Reißig, R. Zimmer, Donor-Acceptor-Substituted Cyclopropane Derivatives and their Application in Organic Synthesis, Chem. Rev. 2003, 103, 1151–1196, doi:10.1021/cr010016n.
- M. Brasholz, S. Sörgel, C. Azap, H.-U. Reißig, Rubromycins: Structurally Intriguing, Biologically Valuable, Synthetically Challenging Antitumour Antibiotics, Eur. J. Org. Chem. 2007, 3801–3814, doi:10.1002/ejoc.200601054.
- J. Högermeier, H.-U. Reißig, Nine Times Fluoride can be Good for your Syntheses. Not just Cheaper: Nonafluorobutanesulfonates as Intermediates for Transition Metal-Catalyzed Reactions, Adv. Synth. Catal. 2009, 351, 2747–2763, doi:10.1002/adsc.200900566.
- F. Pfrengle, H.-U. Reißig, Amino Sugars and their Mimetics via 1,2-Oxazines, Chem. Soc. Rev., 2010, 39, 549–557, doi:10.1039/B914356D.
- C. Beemelmanns, H.-U. Reißig, Samarium Diiodide Induced Ketyl-(het)arene Cyclisations towards Novel N-Heterocycles, Chem. Soc. Rev. 2011, 40, 2199–2210, doi:10.1039/B914356D.
- R. Zimmer, H.-U. Reißig, Alkoxyallenes as Building Blocks for Organic Synthesis, Chem. Soc. Rev. 2014, 43, 2888–2903, doi:10.1039/c3cs60429b.

| Personendaten    | Personendaten        |
| ---------------- | -------------------- |
| NAME             | Reißig, Hans-Ulrich  |
| ALTERNATIVNAMEN  | Reissig, Hans-Ulrich |
| KURZBESCHREIBUNG | deutscher Chemiker   |
| GEBURTSDATUM     | 9. Mai 1949          |
| GEBURTSORT       | Helmbrechts          |